# Rinkenbach
Rinkenbach (toponimo tedesco) è stato un comune svizzero del Canton Appenzello Interno. Già comune autonomo (rhode), nel 1872 è stato soppresso e diviso tra i nuovi distretti di Appenzello (assieme alle altre rhode soppresse di Appenzello e Lehn), Gonten e Schlatt-Haslen.